# Lärarsektionen
Lärarsektionen vid Linköpings universitet, lsek, företräder ca 2 000 lärarstudenter vid Campus Valla.
Lärarsektionen är en sektion som står under studentkåren StuFF och har som målsättning att bevaka och tillvarata lärarstudenters intressen beträffande lärarutbildning, arbetsmarknad samt studiesociala frågor. Även främjandet av gemenskap mellan blivande lärare är en central fråga för sektionen.
Lärarsektionen bildades 2002 av en hopslagning av flera olika lärarutbildningar vid Linköpings universitet. Sektionen har sedan dess varit en fackligt, religiöst och partipolitiskt obunden organisation. Sektionen utför arbete genom dess utskott:

## Utskott
- Läxmästeriet
- LärarUtbildningens Organiserade Fadderi (FOUL)
- Lärarsektionens Utskott för Sociala aktiviteter (LUS)
- Lärarlistan (LL)
- Marknadsföringsutskottet (MU)
- Utbildningsutskottet (UU)
- Arbetslivsutskottet (ALU)
- Utskottet för Internationella Relationer (IR)